# 피어 스트리트 파트 1: 1994
"피어 스트리트 파트 1: 1994"(영어: Fear Street Part 1: 1994)는 2021년 공개된 미국의 십대 공포 영화이다. 리 재니악이 감독과 공동 각본을 맡았으며, R. L. 스타인의 동명 공포 소설이 영화의 원작이다. 영화 《피어 스트리트》 3부작 중 첫 번째 작품이며, 2021년 7월 2일부터 1주 간격으로 넷플릭스를 통해 3부작이 순차적으로 공개되었다.

## 출연
- 키아나 마데이라 - 디나 존슨 역
- 올리비아 스콧 웰치 - 서맨사 프레이저 역
- 벤저민 플로레스 주니어 - 조시 존슨 역
- 줄리아 레월드 - 케이트 역
- 프레드 헤힝거 - 사이먼 역
- 애슐리 주커만 - 닉 구드 역
- 마야 호크 - 헤더 역
- 데이비드 W. 톰슨 - 라이언 토레스 역
- 조딘 디나탈레 - 루디 레인 역
- 제러미 포드 - 피터 역
- 대럴 브릿깁슨 - 마틴 역
- 길리언 제이컵스 - C. 버먼 역 (목소리)
- 엘리자베스 스코펠 - 세라 피어 역
- 세이디 싱크 - 지기 버먼 역
- 에밀리 브로브스트 - 빌리 바커 역
- 샬린 아모이아 - 레이첼 톰슨 / 써니베일 고객 역
- 레이시 캠프 - 프레이저 부인 역

## 같이 보기
- 피어 스트리트 파트 2: 1978
- 피어 스트리트 파트 3: 1666